# Zakāt
Con il termine zakāt (in arabo زكاة‎?) s'intende l'obbligo religioso prescritto dal Corano di "purificazione" della propria ricchezza che ogni musulmano in possesso delle facoltà mentali deve adempiere per definirsi un vero credente. È uno dei cinque pilastri dell'Islam.

## Storia
Etimologicamente collegata al concetto di “purezza”, la zakat – pagare una quota della propria ricchezza a beneficiari specificamente stabiliti – è un modo per purificarsi, come la preghiera (Corano 9:103).
Spesso tradotta con elemosina, la zakāt non ha in sé alcun elemento di volontarietà (per la vera e propria elemosina si usa il termine sadaqa). Originariamente un prelievo sui beni superflui, serve a rendere lecita la propria ricchezza materiale. A ciò si provvede con il pagamento di una quota-parte dei propri guadagni (calcolando un minimo esente che può variare nei luoghi e nei tempi) che va, in forma di aiuto solidale, alle categorie più svantaggiate della società islamica - specialmente i poveri, gli orfani e le vedove - ma che può essere destinata ad altri scopi pii (per esempio il sostentamento della comunità musulmana, gli aiuti per i viandanti pellegrini, l'espressione pubblica della propria fede). È oggetto di dibattito se questa donazione possa essere devoluta anche ai non-musulmani: secondo alcuni ciò è impossibile, giacché essi dovrebbero utilizzare i fondi della Jizya; per altri sarebbe possibile a patto di soddisfare prima le esigenze dei musulmani.
L'islam per lunghi secoli ha affidato la gestione della zakāt al potere califfale o ai suoi sostituti politici locali; la sua percezione avveniva per il tramite di appositi funzionari di nomina califfale (gli "agenti", o umalā) che applicavano precisi tabellari nell'esigere quanto dovuto, o in cifre o in beni.
Con la fine del califfato tale esazione divenne del tutto volontaria, ma non è venuta meno. I fedeli musulmani infatti calcolano da sé quanto dovrebbero versare e provvedono a destinare l'ammontare a organizzazioni di beneficenza che offrono tutte le garanzie di buon impiego di quanto incassato.
Le Banche islamiche in qualsiasi contratto o transazione applicano la zakat e la depositano a organizzazioni filantropiche, le somme non vengono registrate in bilancio.

## Importo
La zakat va versata direttamente ai percettori nominati a tale fine ed è destinata a otto categorie di persone ben identificate nel Corano. È prelevata sul capitale e non sul reddito e l'aliquota è fissata al 2,5%.
Rientrano nel calcolo tutti i beni che producono ricchezza o derivano da attività produttive, come i depositi in denaro su conti correnti bancari, l'oro, l'argento, le merci di scambio destinate ad attività commerciali, i capi di bestiame, il raccolto (cereali, frutta, ecc.). Non sono considerati produttori di ricchezza beni quali: automobili, utensili, abbigliamento, cibo, mobili, prima abitazione. vari tipi di zakat come sulla proprietà, sui risparmi e su chi è idoneo a ricevere la zakat è molto importante prima che il pagamento possa essere effettuato per purificare la ricchezza

## Statistiche
Secondo un sondaggio, nel Regno Unito i musulmani donano di più rispetto ai fedeli di altre religioni. Devolvono infatti 567 dollari, rispetto ai 412 degli ebrei, 308 degli evangelici, 272 dei cattolici e 177 degli atei.

Si stima che nel 2011 la somma devoluta dai musulmani in zakāt sia stata quindici volte maggiore rispetto alle altre donazioni umanitarie a livello mondiale.